# 博塔努科
博塔努科（義大利語：Bottanuco），是意大利贝加莫省的一个市镇。总面积5.43平方公里，人口5243人，人口密度965.6人/平方公里（2009年）。国家统计（ISTAT）代码为016034。